# Зенит-12сд

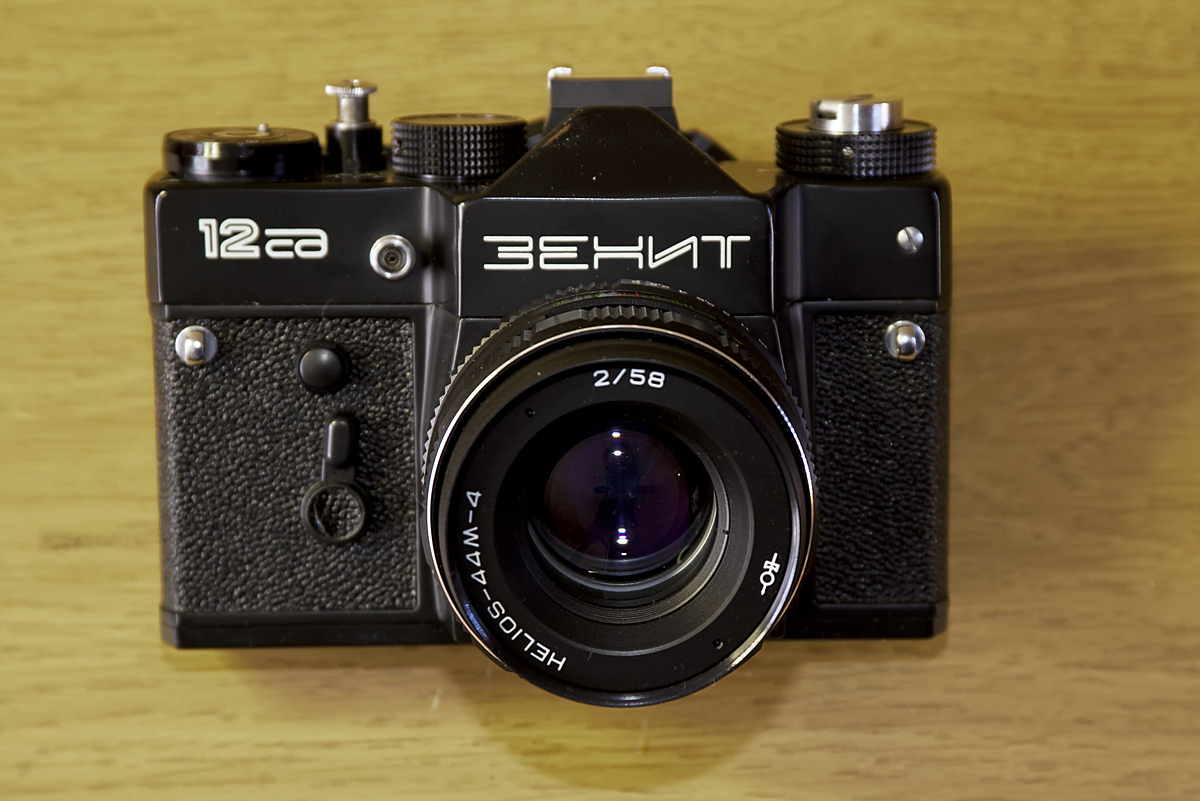
«Зенит-12сд» з об'єктивом «Гелиос-44М-4».

Зени́т-12сд та Зени́т-12хр — малоформатний однооб'єктивні дзеркальні фотоапарати з напівавтоматичною установкою експозиції за допомогою заоб’єктивного експонометра. Розроблені та випускались на Красногорському механічному заводі (КМЗ) у 1983—1988рр. Випущені в кількості близько 1 млн екз. Є подальшою модифікацією фотоапарата Зенит-TTL.

## Технічні характеристики
- Тип — однооб'єктивний дзеркальний фотоапарат з вбудованим TTL-експонометром і механізмом підйому дзеркала постійного візування.
- Тип застосовуваного фотоматеріалу — фотоплівка типу 135 в стандартних касетах. Розмір кадру 24 × 36 мм.
- Затвор — механічний, шторково-щілинний з горизонтальним рухом полотняних шторок. Витримка затвора: від 1/30 до 1/500 сек і «ручна».
- Штатні об'єктиви — «Гелиос-44М», «Гелиос-44М-4», «МС Гелиос-44М-4» з нажимною діафрагмою.
- Корпус металевий з задньою стінкою, що відкривається.
- Курковий заведення затвора і перемотка плівки. Зворотне перемотування плівки висувною головкою.
- Видошукач дзеркальний, з незмінною пентапризмою. Фокусувальний екран — лінза Френеля з мікрорастром та матове скло.
- TTL-експонометр з сірчано-кадмієвим фоторезисторами, розміщеним на задній грані пентапризми. Світлодіодний індикатор експонометра можна бачити в полі зору видошукача.
- Тип кріплення об'єктива — різьбове з'єднання M42×1/45,5.
- Синхроконтакт«Х», центральний синхроконтакт
- Механічний автоспуск.
- Лічильник кадрів з ручним встановленням першого кадру
- Різьба штативного гнізда 1/4 дюйма.